# Solenidiopsis
Solenidiopsis (возможное русское название: Соленидиопсис) — род многолетних эпифитных травянистых растений семейства Орхидные.
Распространены в Перу, Эквадоре и на восточных склонах Анд.
Род Solenidiopsis был выделен в 1986 году из рода Odontoglossum Kunth немецким ботаников Карлхайнцем Сенгасом (нем. Karlheinz Senghas, 1928—2004).
Род не имеет устоявшегося русского названия, в русскоязычных источниках обычно используется научное название Solenidiopsis.
Латинское название рода отражает сходство с родом Solenidium.

## Биологическое описание
Миниатюрные симподиальные растения. Корни тонкие, покрыты веламеном. Цветонос вертикальный. Цветки разнообразной окраски.

## Экологические особенности
Эпифиты во влажных горных лесах.

## Виды
По последним данным, систематики предполагают включить все виды Solenidiopsis в род Онцидиум.
Список видов по данным Королевских ботанических садов в Кью:
- Solenidiopsis flavobrunnea Senghas, 1989
- Solenidiopsis galianoi Dalström & Nuñez, 2002
- Solenidiopsis peruviana (Schltr.) D.E.Benn. & Christenson, 1994
- Solenidiopsis rhombicalla D.E.Benn. & Christenson, 1994
- Solenidiopsis tigroides (C.Schweinf.) Senghas, 1986typus [syn.  Odontoglossum tigroides C.Schweinf., 1945 basionym]

## Охрана исчезающих видов
Все виды рода Solenidiopsis входят в Приложение II Конвенции CITES. Цель Конвенции состоит в том, чтобы гарантировать, что международная торговля дикими животными и растениями не создаёт угрозы их выживанию.

## В культуре
По особенностям культуры близки роду Онцидиум.
Температурная группа — умеренная. 

Посадка на блок, в корзинку для эпифитов, пластиковый или керамический горшок. Субстрат — смесь сосновой коры мелкой или средней фракции (кусочки от 0,4 до 1,0 см), иногда с добавлением сфагнума или других мхов. 

Относительная влажность воздуха 60-90 %

Освещение: яркий рассеянный свет, 60-70 % прямого солнечного света. 

В период активной вегетации полив интенсивный, в период покоя умеренный.